# Mirwais Ahmadzaï
Mirwais Ahmadzaï, noto anche con lo pseudonimo di Mirwais (Losanna, 23 ottobre 1960), è un compositore e produttore discografico francese.
Nato a Losanna, Svizzera, da padre afgano e madre italiana, è uno dei maggiori esponenti della progressive Electronic Dance Music e della progressive elettronica francese. Ex membro del gruppo degli anni ottanta dei Taxi Girl, ha conosciuto Madonna negli anni novanta grazie all'amico comune Stéphane Sednaoui e ha prodotto tre album della cantante statunitense per l'etichetta discografica Maverick Records.

## Carriera

### Taxi Girl & Juliette et les independents
Mirwais fu il chitarrista del gruppo punk Taxi Girl per otto anni prima di formare il gruppo acustico dei Juliette et les independents con la sua ragazza Juliette.

### Carriera solista
Debutta come solista nel 1990 con l'album Mirwais.
Nel 1996 collaborò con la cantante del Québec Carole Laure per il suo album Sentiments Naturels.
Nel 2000 firmò un contratto con la Sony realizzando l'album Production il quale includeva Paradise (Not For Me), una collaborazione con Madonna inserita successivamente in Music .
Dall'album furono estratti due singoli di grande successo: Disco Science e Naive Song, quest'ultima inserita anche nel film Snatch - Lo strappo di Guy Ritchie.

### Collaborazioni con Madonna
Madonna ha collaborato più volte con Mirwais per la composizione e la produzione di alcuni dei suoi album: Music (2000), American Life (2003) e Confessions on a Dance Floor (2005), Celebration e Madame X (2019).
Mirwais ha contribuito alle seguenti canzoni degli album di Madonna:
- Music: Music,Impressive Instant, Nobody's Perfect, Paradise (Not For Me), Don't Tell Me, I Deserve It.
- American Life: Co-produsse l'intero album e co-scrisse tutte le canzoni con Madonna tranne Nothing Fails, X-Static Process e Easy Ride (scritte da Madonna con altri autori).
- Confession on a Dance Floor: Future Lovers, Let It Will Be e la bonus track Fighting Spirit e le canzoni scartate Super Pop, Triggering, and Keep the Trance.
- Celebration (2009): la bonus track di iTunes It's So Cool.

L'album Music fu nominato per tre Grammy awards incluso il premio come album dell'anno e vinse molti MTV Europe awards.
Nel 2002 è stato anche coinvolto nella produzione della colonna sonora del film di 007 La morte può attendere (Die Another Day), co-scritta e cantata da Madonna. La canzone fu nominata per un Golden Globe per la migliore canzone originale nel 2003.

### Fischerspooner
Mirwais ha co-prodotto due tracce dell'album Odyssey del 2005 dei Fischerspooner, Cloud and Never Win.

### Y.A.S
Recentemente ha collaborato al progetto Y.A.S., il quale ha pubblicato il suo primo singolo tra aprile e maggio 2009.

### Utilizzo delle sue canzoni
- La canzone Naive Song fu utilizzata come sigla d'apertura della serie televisiva francese Clara Sheller, per uno spot pubblicitario dell'Apple iMac e per alcuni stacchi sonori nella trasmissione radiofonica Focus economia (Radio24)
- La canzone Disco Science fu utilizzata per lo spot pubblicitario di Victoria's Secret con protagonista Gisele Bündchen e nel film Snatch - Lo strappo del 2000 di Guy Ritchie
- La canzone Love Profusion fu utilizzata nello spot pubblicitario di Estée Lauder per promuovere il profumo Beyond Paradise.
- La canzone Hollywood fu parte di un medley con la canzone Into The Groove di Madonna, per lo spot pubblicitario della Gap con protagonisti Madonna e Missy Elliott.
- La canzone Never Young Again fu utilizzata per lo spot pubblicitario di Carolina Herrera per il profumo Chic del 2002.

## Discografia

### Album
- Mirwais (1990, New Rose Records)
- Production (2000, Naive Records)

### Singoli
- Raviens (1990, New Rose Records)
- Disco Science (1999, Naive Records)
- Naïve Song (2000, Naive Records)
- I Can't Wait (2001, Naive Records)
- Miss You (2002, Naive Records)

### Videografia
- Disco Science
- I Can't Wait
- Naïve Song
- V.I (The last words she said before leaving)